# Konkurs Książka Roku Polskiej Sekcji IBBY

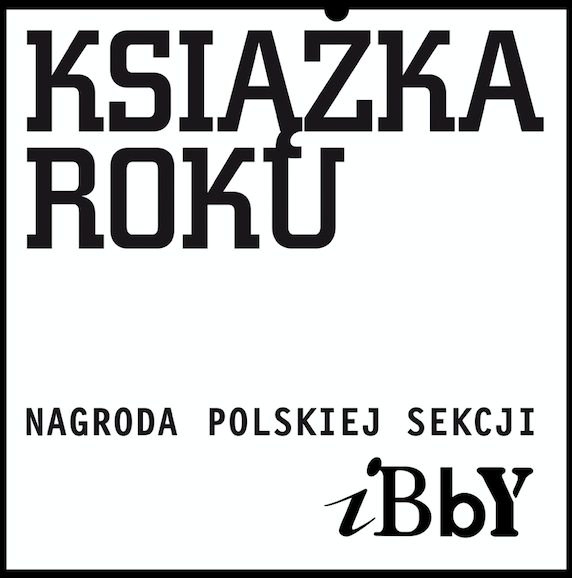
Logo konkursu Książka Roku PS IBBY

Nagroda Polskiej Sekcji IBBY „Książka Roku” – konkurs na najlepszą książkę dla młodych czytelników, organizowany bez przerwy od 1988 roku. Celem konkursu, zgodnie ze statutem międzynarodowego stowarzyszenia IBBY, jest promocja wartościowej literacko i artystycznie książki dla dzieci. Polska edycja konkursu to odpowiednik podobnych, realizowanych przez narodowe sekcje IBBY. Nagradzani są współcześnie żyjący rodzimi twórcy, a konkurs odnosi się wyłącznie do książek opublikowanych w Polsce.

## Zasady przyznawania nagrody
W konkursie na „Książkę Roku”, ustanowionym w 1988 r., Polska Sekcja IBBY przyznaje nagrody w 3 kategoriach:
- pisarz (dwie równorzędne nagrody – za książkę dla dzieci i za książkę dla młodzieży, tekst dotąd niepublikowany)
- ilustrator (dwie równorzędne nagrody – za książkę obrazkową oraz za ilustracje i koncepcję graficzną, ilustracje dotąd niepublikowane, tekst może być wznowieniem lub przekładem z języka obcego)
- upowszechnianie czytelnictwa – tu nagrody otrzymują osoby fizyczne lub prawne, działające wyjątkowo aktywnie na rzecz upowszechniania czytelnictwa i promocji książki dla młodego czytelnika.

W konkursie „Książka Roku” w 2019 roku po raz pierwszy przyznano nagrodę w kategorii specjalnej.

## Nagrodzeni

### 2021

#### Nagrody literackie
- za książkę dla dzieci: Justyna Bednarek, Dom numer pięć, Wydawnictwo Literackie
- za książkę dla młodzieży: Barbara Stenka, Zostań sama w domu, Wydawnictwo "Nasza księgarnia"

#### Wyróżnienia literackie
- Justyna Bednarek, Maryjki. Opowieści o Matce Boskiej, Wydawnictwo "Nasza księgarnia"
- Zuzanna Orlińska, Uczeń sztukmistrza, (tom 1.Król Myszy, tom2.Powietrzny żeglarz), Wydawnictwo Literatura
- Katarzyna Rygiel, Strażnik Klejnotu, Wydawnictwo Dwukropek

#### Nominacje literackie
- Wioletta Grzegorzewska, Lola i ptaki, Wydawnictwo HarperCollins
- Roksana Jędrzejewska-Wróbel, Stan splątania, Wydawnictwo Literackie
- Emilia Kiereś, Lapis, Wydawnictwo Kropka
- Katarzyna Majgier, Abrakadabra… Mamy problem!, Wydawnictwo Nasza Księgarnia
- Marcin Szczygielski, O sołtysie Salomonku i tęczy, Wydawnictwo Bajka

#### Nagrody graficzne
- Przemysław Truściński za książkę obrazkową (ilustracje do wierszy bp. Piotra Mańkowskiego) Andzia, Wydawnictwo Timof i cisi wspólnicy
- Katarzyna Adamek-Chase za ilustracje i projekt graficzny książki Alberta Kwiatkowskiego Bah Bah. Iran dla dociekliwych, Dwie Siostry

#### Wyróżnienia graficzne
- Magdalena Gaładyk za ilustracje i opracowanie graficzne książki Salve Femina, Wydawnictwo Albus
- Marta Ignerska za ilustracje i projekt graficzny do książki Świat Lema, Wydawnictwo Muchomor
- Max Skorwider za rysunki do książki z tekstem Bogusia Janiszewskiego O, choroba, Wydawnictwo Agora dla dzieci, Fundacja Iskierka
- Kasia Walentynowicz za ilustracje do książki Anny Paszkiewicz Wczoraj i Jutro, Wydawnictwo Widnokrąg

#### Nominacje graficzne
- Gosia Herba za ilustracje i projekt graficzny książki Mikołaja Pasińskiego Van Dog, Wydawnictwo HarperCollins
- Joanna Rzezak za ilustracje i projekt graficzny książki Razem. W stadzie, ławicy i chmarze, Wydawnictwo Agora dla dzieci
- Marianna Sztyma za ilustracje do książki Zofii Staneckiej Lotta, czyli jak wychować ludzkie stado, Wydawnictwo Kropka
- Elżbieta Wasiuczyńska za ilustracje do książki Beaty Ostrowickiej Kolorowe serca, Wydawnictwo Nasza Księgarnia

#### Nagroda za upowszechnianie czytelnictwa
- Lucyna Brzezińska-Eluszkiewicz

#### Nagroda specjalna Dziecko jest najważniejsze
- Katarzyna Ryrych Wyspa mojej siostry, Wydawnictwo Literatura

### 2020

#### Nagrody literackie
- za książkę dla dzieci: Justyna Bednarek, Zielone piórko Zbigniewa. Skarpetki kontratakują!, Poradnia K

- za książkę dla młodzieży: Ewa Nowak, Orkan. Depresja, HarperCollins Polska (dawniej Egmont Polska)

#### Wyróżnienia literackie
- Marta Kisiel, Małe Licho i lato z diabłem, Wilga, Grupa Wydawnicza Foksal
- Tina Oziewicz, Co robią uczucia?, Dwie Siostry
- Katarzyna Wasilkowska, Świat Mundka, Literatura

#### Nominacje literackie
- Justyna Bednarek, Basik Grysik i wrony, Wydawnictwo Literackie
- Joanna Jagiełło, To już nie ma znaczenia, Zielona Sowa
- Katarzyna Ryrych, Lato na Rodos, Nasza Księgarnia
- Marcin Szczygielski, Oczy Michaliny, Oficyna Wydawnicza As, Instytut Wydawniczy Latarnik
- Rafał Witek, Przedszkole imienia Barbary Wiewiórki, Bajka

#### Nagrody graficzne
- autorska książka obrazkowa
  - Anna Kaźmierak, Turonie, żandary, herody. Wiejska maskarada, Dwie Siostry

- ilustracje i koncepcja graficzna
  - Maria Strzelecka, Beskid bez kitu, Libra PL

#### Wyróżnienia graficzne
- Gabriela Gorączko za ilustracje do książki Leśna sprawa Tomasza Kędry, Wolno
- Basia Flores, Ola Jasionowska, Igor Kubik, Karolina Lubaszko, Julia Mirny, Małgorzata Nowak, Tomasz Opaliński, Urszula Palusińska, Tin Boy (Łukasz Majewski), Marta Tomiak, Łukasz Zbieranowski za ilustracje i Anna Niemierko za opracowanie graficzne książki Elementarz polskiej kultury Ewy Solarz, Karola Szafrańca i Małgorzaty Miśkowiec, Wytwórnia
- Janek Koza za ilustracje i opracowanie graficzne oraz Julita Gielzak za opracowanie graficzne książki Prezent dla dwojga Mikołaja Łozińskiego, Format
- Marta Ignerska za ilustracje i opracowanie graficzne książki Zamieniam się w słuch Moniki Wiśniewskiej-Kin, Wydawnictwo Uniwersytetu Łódzkiego

#### Nominacje graficzne
- Tomasz Broda za ilustracje i projekt graficzny książki Bookface. Księga twarzy pisarzy, Format
- Agata Dudek, Małgorzata Nowak za ilustracje i projekt graficzny książki Wiatr Anny Skowrońskiej, Muchomor
- Marianna Sztyma za ilustracje i opracowanie graficzne książki Trzecia płeć świata Waldemara Kuligowskiego, Albus
- Katarzyna Walentynowicz za ilustracje i Beata Dejnarowicz za opracowanie graficzne książki Coś i Nic Anny Paszkiewicz, Widnokrąg

#### Nagroda za upowszechnianie czytelnictwa
- Anna Sadowska i Grażyna Sobieska-Szostakiewicz, biblioterapeutki, wychowawczynie Młodzieżowego Ośrodka Wychowawczego nr 2 w Warszawie, gdzie od 1991 roku prowadzą autorski program zajęć przybliżających wartościową literaturę wychowankom ośrodka – dziewczętom w wieku 14–19 lat

### 2019

#### Nagrody literackie
- za książkę dla dzieci: Marta Kisiel, Małe Licho i anioł z kamienia, Wilga
- za książkę dla młodzieży: Agnieszka Wolny-Hamkało, Lato Adeli, Hokus-Pokus

#### Wyróżnienia literackie
- Ewa Jałochowska, Smutek mamuta. Prawie wszystkie mity świata. Rozmowy z Jędrkiem, Nisza
- Tina Oziewicz, Awaria elektrowni, Dwie Siostry
- Małgorzata Strękowska-Zaremba, Lilana, wydawnictwo Nasza Księgarnia

#### Nominacje literackie
- Justyna Bednarek, Banda Czarnej Frotté (Skarpetki powracają!), Poradnia K
- Katarzyna Maziarz, Trochębajki o Stanisławie Wyspiańskim, Muzeum Narodowe w Krakowie
- Natalia Osińska, Fluff, Agora
- Anna Sakowicz, Listy do A. Mieszka z nami Alzheimer, Poradnia K
- Michał Zabłocki, Wiersze do kolorowania, Czuły Barbarzyńca Press

#### Nagrody graficzne
- Monika Hanulak za książkę obrazkową Homo Lector kalendarz na 13 miesięcy, Wytwórnia
- Jacek Ambrożewski, Zosia Frankowska za ilustracje i projekt graficzny książki Podróżnicy. Wielkie wyprawy Polaków, Dwie Siostry

#### Wyróżnienia graficzne
- Ala Bankroft za ilustracje i Ewa Stiasny za projekt graficzny książki Widziałem pięknego dzięcioła, Dwie Siostry
- Maria Dek za autorską książkę Przeplatalińscy, Dwie Siostry
- Małgorzata Dmitruk za ilustracje i Maciej Trzebiecki za opracowanie graficzne książki Wojtek, Agora
- Gosia Herba za ilustracje do książki Balonowa 5, Egmont Polska

#### Nominacje graficzne
- Agata Dudek, Małgorzata Nowak (Acapulco Studio) za ilustracje i projekt graficzny książki Archistoria. Opowieść o architekturze, Muchomor
- Zosia Frankowska za ilustracje do książki Great! Wielka Brytania dla dociekliwych, Dwie Siostry
- Marianna Oklejak za autorską książkę No to gramy! Muzyczna awantura od Little Richarda do Björk, Egmont Polska
- Dawid Ryski za opracowanie graficzne i ilustracyjne książki Książka otwarta na świat. Podróż po Muzeum Emigracji i nie tylko, Muzeum Emigracji w Gdyni

#### Nagroda za upowszechnianie czytelnictwa
- Danuta Świerczyńska – Jelonek

#### Nagroda specjalna Dziecko jest najważniejsze
- Marcin Szczygielski Teatr Niewidzialnych Dzieci, Instytut Wydawniczy Latarnik

### 2018

#### Nagrody literackie
- za książkę dla dzieci: Michał Rusinek, Jaki znak twój? Wierszyki na dalsze 100 lat niepodległości, Wydawnictwo Znak. Emotikon
- za książkę dla młodzieży: Joanna Jagiełło, Jak ziarnka piasku, Nasza Księgarnia

#### Wyróżnienia literackie
- Cezary Harasimowicz, Mirabelka, Zielona Sowa
- Dorota Suwalska, Tabletki na dorosłość, Adamada
- Marcin Szczygielski, Leo i czerwony automat, Instytut Wydawniczy Latarnik im. Zygmunta Kałużyńskiego

#### Nominacje literackie
- Justyna Bednarek, Babcocha, Poradnia K
- Paweł Beręsewicz, Szeptane, Nasza Księgarnia
- Grzegorz Majchrowski, Nieustraszony Strach na Wróble, Zielona Sowa
- Katarzyna Ryrych, Złociejowo, Adamada
- Agnieszka Taborska, Włóczykij, Prószyński Media

#### Nagrody graficzne
- Robert Czajka – nagroda graficzna za ilustracje i projekt graficzny książki Wszystko widzę jako sztukę, tekst: Ewa Solarz, Wytwórnia
- Krzysztof Gawronkiewicz – nagroda graficzna za książkę obrazkową Beneficio ze scenariuszem Michała Kalickiego, Timof i cisi wspólnicy

#### Wyróżnienia graficzne
- Jan Bajtlik – za autorską książkę Nić Ariadny, Dwie Siostry
- Edgar Bąk – za ilustracje i projekt graficzny do książki Egaliterra, tekst: Joanna Olech, Wytwórnia
- Emilia Dziubak – za ilustracje do książki Horror, tekst: Madlena Szeliga, Gereon

#### Nominacje graficzne
- Joanna Gębal – za ilustracje do książki Alfabet niepodległości, tekst: Anna Skowrońska, Muchomor
- Gosia Herba – za ilustracje do książek Alikwoty, Ostinato, Glissando, tekst: Katarzyna Huzar-Czub, Polskie Wydawnictwo Muzyczne
- Piotr Młodożeniec – za ilustracje do książki Wiosenne obrazki oraz Grupy Projektor za opracowanie graficzne, tekst: Stanisław Młodożeniec, Wrocławskie Wydawnictwo Warstwy
- Paweł Pawlak – za ilustracje i projekt graficzny do książki Mały Książę, tekst: Antoine de Saint-Exupéry, przekład: Henryk Woźniakowski, Znak Emotikon
- Idalia Smyczyńska, Paweł Szarzyński, Robert Zając (kolektyw kilku.com) – za ilustracje i projekt graficzny książki Bajki od rzeczy, tekst: Grażyna Lutosławska, Ośrodek Brama Grodzka – Teatr NN

#### Nagroda za upowszechnianie czytelnictwa
- Małgorzata Narożna, za integrowanie lokalnej społeczności wokół książki dziecięcej.

### 2017

#### Nagrody literackie
- za książkę dla dzieci: Katarzyna Ryrych, Łopianowe pole, Adamada
- za książkę dla młodzieży: Marcin Szczygielski, Serce Neftydy, Instytut Wydawniczy Latarnik

#### Wyróżnienia literackie
- Marta Guśniowska, A niech to gęś kopnie, TASHKA
- Zuzanna Orlińska, Biały Teatr panny Nehemias, Literatura
- Piotr Rowicki, 16.10 do Bergamo, Literatura
- Katarzyna Ryrych, Jasne dni, ciemne dni, Literatura
- Małgorzata Strękowska-Zaremba, Dom nie z tej ziemi, Nasza Księgarnia
- Agnieszka Wolny-Hamkało, Nikt nas nie upomni, Hokus-Pokus

#### Nagrody graficzne
- Urszula Palusińska – nagroda graficzna za książę obrazkową Brzuchem do góry, wyd. Dwie Siostry;
- Jacek Ambrożewski, Edgar Bąk, Maciek Blaźniak, Katarzyna Bogucka, Ada Buchholc, Iwona Chmielewska, Robert Czajka, Agata Dudek, Emilia Dziubak, Małgorzata Gurowska, Monika Hanulak, Marta Ignerska, Tymek Jezierski, Paweł Jońca, Agata Królak, Grażka Lange, Patryk Mogilnicki, Piotr Młodożeniec, Anna Niemierko, Ola Niepsuj, Marianna Oklejak, Paweł Pawlak, Dawid Ryski, Marianna Sztyma, Ola Woldańska-Płocińska, opracowanie graficzne Anna Niemierko – nagroda graficzna za ilustracje i koncepcję graficzną książki Ilustrowany elementarz polskiego dizajnu, czyli 100 projektów narysowanych przez 25 ilustratorów, tekst Ewa Solarz, Agnieszka Kowalska, Agata Szydłowska, wyd. Wytwórnia

#### Wyróżnienia graficzne
- Katarzyna Bogucka – za książkę obrazkową Spacer, wyd. TAKO;
- Marianna Oklejak – za książkę obrazkową Cuda niewidy. Zagadki dla młodszych i starszych, wyd. Egmont Polska;
- Justyna Sokołowska – za książkę obrazkową Złota różdżka, czyli bajki dla niegrzecznych dzieci, tekst Heinrich Hoffmann, wyd. Egmont Polska;
- Jerzy Gruchot, Wojciech Koss / Full Metal Jacket – za ilustracje i koncepcję graficzną książki 12 półtonów. Książka o muzyce, tekst Zuzanna Kisielewska, wyd. druganoga;
- Gosia Herba (ilustracje) i Mikołaj Pasiński (skład i opracowanie graficzne) – za ilustracje i koncepcję graficzną książki Lodorosty i bluszczary, tekst Jerzy Ficowski, wyd. Wolno;
- Gosia Herba (ilustracje) i Mikołaj Pasiński (projekt graficzny) – za ilustracje i koncepcję graficzną książki Wiersze dla dzieci, tekst Stanisław Grochowiak, wyd. Wrocławskie Wydawnictwo Warstwy.

#### Nagroda za upowszechnianie czytelnictwa
- Iwona Haberny, założycielka Agencji Promocyjnej OKO w Krakowie, organizatorka m.in. Międzynarodowego Festiwalu Literatury Dziecięcej „Rabka Festival”

### 2016

#### Nagrody literackie
- za książkę dla dzieci: Marcin Szczygielski Klątwa dziewiątych urodzin

- za książkę dla młodzieży: Joanna Fabicka, Rutka

#### Wyróżnienia literackie
- Grażyna Bąkiewicz, Mówcie mi Bezprym
- Jarosław Mikołajewski, Wędrówka Nabu
- Anna Onichimowska, Prawie się nie boję…
- Dorota Suwalska, Czarne jeziora
- Marcin Szczygielski, Teatr Niewidzialnych Dzieci

#### Nominacje literackie
- Liliana Bardijewska, Kot Karima i obrazki
- Justyna Bednarek Pięć sprytnych kun
- Paweł Beręsewicz Więcej niż klub
- Joanna Jagiełło Zielone martensy
- Roksana Jędrzejewska-Wróbel Praktyczny pan
- Agnieszka Ayşen Kaim Bahar znaczy Wiosna
- Katarzyna Marciniak Alfabet wśród zwierząt
- Katarzyna Ryrych Koniec świata nr 13

#### Nagrody graficzne
- Małgorzata Gurowska, Monika Hanulak, Marta Ignerska, Agnieszka Kucharska-Zajkowska, Anna Niemierko, Gosia Urbańska-Macias, Justyna Wróblewska Kern. Wiersze dla dzieci (nagroda graficzna za książkę obrazkową)
- Agata Dudek, Małgorzata Nowak Daję słowo. Wędrówki po języku i literaturze (nagroda graficzna za ilustracje)

#### Wyróżnienia graficzne
- Maria Dek Czary na Białym
- Joanna Czaplewska, Katja Widelska Trzy, dwa, raz, Günter Grass
- Wojciech Pawliński Legendy warszawskie. Antologia
- Monika Hanulak, Grażka Lange (tekst i ilustracje) Wytwórnik. Kalendarz 2017
- Joanna Bartosik (tekst i ilustracje) Raz, DWA, trzy – słyszymy

#### Nominacje graficzne
- Joanna Bartosik (tekst i ilustracje) Raz, DWA, trzy – słyszymy
- Agata Dudek i Małgorzata Nowak Drzwi. Opowieść o św. Wojciechu
- Adam Pękalski Praktyczny pan
- Anna Chmielnik Legendy Poznania i Brna
- Karolina Kotowska Cholera i inne choroby
- Agata Raczyńska Gry i zabawy z dawnych lat
- Dennis Wojda Kumplobook. Książka dla prawdziwych przyjaciół
- Weronika Przybylska (tekst i ilustracje) Kawalerka
- Monika Hanulak, Małgorzata Gurowska Co słychać?

### Nagroda za upowszechnianie czytelnictwa
- Beata Jewiarz, dziennikarka radiowa

### 2015

#### Nagrody literackie
- za książkę dla dzieci: Agnieszka Suchowierska, Mat i świat, Krytyka Polityczna
- za książkę dla młodzieży: Małgorzata Warda, 5 sekund do Io, Media Rodzina

#### Wyróżnienia literackie
- Zofia Beszczyńska, Królowa ptaków, Akapit Press
- Zuzanna Orlińska, Stary Noe, Literatura
- Danuta Parlak, Obcy w lesie, Alegoria
- Joanna Rudniańską, Bajka o wojnie, Bajka
- Katarzyna Ryrych, Król, Literatura
- Dorota Wieczorek, Strachopolis, Skrzat

#### Nagrody graficzne
- Marianna Oklejak za autorską książkę obrazkową Cuda wianki. Polski folklor dla młodszych i starszych (Egmont Polska 2015)
- Paweł Pawlak za ilustracje i opracowanie graficzne 13 bajek z królestwa Lailonii Leszka Kołakowskiego (Znak Emotikon 2015)

#### Wyróżnienia graficzne
- Karol Banach za ilustracje do Bajek autorstwa Erny Rosenstein (Warstwy 2014)
- Grażka Lange za koncepcje i opracowanie graficzne Warszawy (Tako 2015)
- Monika i Adama Świerżewscy za autorskie opracowanie graficzne Mmmmm (EneDueRabe, 2014)
- Józef Wilkoń za autorską książkę Zbuntowany elektron (Hokus-Pokus 2015)

#### Nagroda za upowszechnianie czytelnictwa
- Fundacja „Jasne Strony” za wieloletnie przybliżanie ilustrowanej książki dzieciom niewidomym i słabo widzącym

### 2014

#### Nagrody literackie
- za książkę dla dzieci: Dorota Kassjanowicz, Cześć, wilki! Dwie Siostry
- za książkę dla młodzieży: Anna Piwkowska, Franciszka, Fundacja Zeszytów Literackich

#### Wyróżnienia literackie
- Liliana Bardijewska, O czym szumią muszle, Zielona Sowa
- Jarosław Mikołajewski, Wiersze z kąpieli, Egmont Polska
- Tomasz Trojanowski, Stroiciel, Literatura

#### Nagrody graficzne
- Maria Ekier za autorską książkę obrazkową Złotouste zero w zenicie (Hokus-Pokus, Warszawa 2014)
- Marta Ignerska za projekt graficzny i rysunki do książki Anny Czerwińskiej-Rydel Którędy do gwiazd? Opowieść o Elżbiecie Heweliusz, pierwszej kobiecie astronom (Muchomor, Warszawa 2014)

#### Wyróżnienia graficzne
- Małgorzata Gurowska za projekt graficzny książki Lokomotywa / IDEOLO (The Locomotive / IDEOLO) (Fundacja Sztuczna/Wytwórnia, Warszawa 2013)
- Ewa Kozyra-Pawlak za autorską książkę obrazkową Ja, Bobik, czyli historia o kocie, który myślał, że jest królem (Nasza Księgarnia, Warszawa 2014)
- Agata Królak za ilustracje do książki Mateusza Wysockiego Skrytki (Ładne Halo, Łódź 2014)
- Marianna Sztyma za ilustracje do książki Iwony Wierzby Metryka nocnika (Albus, Poznań 2014)

#### Nagroda za upowszechnianie czytelnictwa
- Olcha Sikorska, inicjatorka i wieloletni komisarz Poznańskich Spotkań Targowych „Książka dla Dzieci i Młodzieży”, a także inicjatorka „dni głośnego czytania” oraz Magdalena Kaleta, prowadząca portal Polska Ilustracja dla Dzieci.

### 2013

#### Nagrody literackie
- za książkę dla dzieci: Malina Prześluga, Ziuzia
- za książkę dla młodzieży: Ewa Przybylska, Most nad Missisipi

#### Wyróżnienia literackie
- Grzegorz Gortat, Ewelina i czarny ptak

- Marcin Szczygielski, Arka czasu

#### Nagrody graficzne
- Marta Ignerska za projekt graficzny i ilustracje do książki Mikołaja Łozińskiego Prawdziwa bajka
- Joanna Concejo za ilustracje do książki Marka Bieńczyka Książę w cukierni

#### Wyróżnienia graficzne
- Konrad Świtała za ilustracje i koncepcję książki Zwierzątka
- Krystyna Lipka-Sztarbałło za ilustracje do książki Dokąd iść? Mapy mówią do nas z tekstem Heekyoung Kim
- Urszula Palusińska za ilustracje do książki Majn alef bejs Jehoszue Kaminskiego
- Marianna Sztyma za ilustracje i opracowanie graficzne książki Legenda o głowie wawelskiej Anny Chachulskiej

#### Nagroda za upowszechnianie czytelnictwa
- Marta Lipczyńska-Gil, za stworzenie i prowadzenie przez ponad 5 lat kwartalnika o Książkach dla Dzieci i Młodzieży RYMS

### 2012

#### Nagrody literackie
- za książkę dla dzieci: Michał Rusinek, Wierszyki domowe
- za książkę dla młodzieży: Marcel A. Marcel, Oro

#### Wyróżnienia literackie
- Anna Czerwińska-Rydel, Ciepło – zimno. Zagadka Fahrenheita
- Grzegorz Kasdepke, W moim brzuchu mieszka jakieś zwierzątko
- Magdalena Kozłowska, Zupa z jeża
- Marcin Pałasz, Sposób na Elfa
- Marcin Wicha, Klara. Słowo na „Szy”

#### Nagroda za upowszechnianie czytelnictwa
- Ewa Gruda, kierowniczka Muzeum Książki Dziecięcej w Warszawie, za wieloletnie niestrudzone działania promujące książkę i czytelnictwo w kraju i za granicą

### Nagrody literackie
- za książkę dla dzieci: Joanna Klara Teske, Pies w Krainie Wędrującej Nocy
- za książkę dla młodzieży: Zofia Beszczyńska, Jajko księżyca

#### Wyróżnienia literackie
- Iwona Chmielewska, Pamiętnik Blumki
- Barbara Ciwoniuk, Musisz to komuś powiedzieć
- Jarosław Mikołajewski, Kiedy kiedyś, czyli Kasia, Panjan i Pangór
- Barbara Stenka, Masło przygodowe

#### Nagrody graficzne
- Iwona Chmielewska za ilustracje i tekst Pamiętnika Blumki w opracowaniu graficznym Doroty Nowackiej
- Agata Dudek za ilustracje do książki Wędrując po niebie z Janem Heweliuszem Anny Czerwińskiej-Rydel wg projektu graficznego Małgorzaty Frąckiewicz/Poważne Studio

#### Wyróżnienia graficzne
- Jan Bajtlik za ilustracje i tekst książki Europa pingwina Popo
- Marta Ignerska za ilustracje i projekt graficzny do książki Alfabet Przemysława Wechterowicza
- Marianna Oklejak za ilustracje do książek Janusza Korczaka Król Maciuś I i Król Maciuś na wyspie bezludnej oraz za ilustracje i projekt graficzny książki Bum! Bum!! Bum!!!

#### Nagroda za upowszechnianie czytelnictwa
- Ewa Świerżewska, redaktorka, tłumaczka, twórczyni portali internetowych Qlturka.pl i Kulturalny Plac Zabaw; organizatorkę Akcji Społecznej „Dzielę się książkami”

### 2010

#### Nagrody literackie
- za książkę dla dzieci: Maria Ewa Letki, Zaczarowane historie
- za książkę dla młodzieży: Marcin Szczygielski, Omega

#### Wyróżnienia literackie
- Agnieszka Błotnicka, Kiedy zegar wybije dziesiątą
- Adam Jaromir, Zarafa
- Grzegorz Kasdepke, Horror!, czyli skąd się biorą dzieci
- Anna Łacina, Czynnik miłości

#### Nagrody graficzne
- Barbara Dubus za książkę autorską Thekla i jej chłopakowy świat w opracowaniu graficznym Anny Niemierko z tekstem Barbary i Thekli Dubus
- Monika Hanulak za ilustracje i opracowanie graficzne Pampilia z tekstem Ireny Tuwim

#### Wyróżnienia graficzne
- Ola Cieślak za książkę autorską Od 1 do 10
- Aleksandra i Daniel Mizielińscy za książkę autorską Miasteczko Mamoko
- Marta Ignerska za ilustracje i projekt graficzny książki Fryderyk Chopin i jego muzyka z tekstem Barbary Smoleńskiej-Zielińskiej w opracowaniu typograficznym Kaspra Skirgajłły-Krajewskiego (Narodowy Instytut Fryderyka Chopina, Wydawnictwo Muzyczne Triangiel)

#### Nagroda za upowszechnianie czytelnictwa
- Barbara Gawryluk, dziennikarka Radia Kraków, za audycję „Książka na szóstkę” promującą dobrą literaturę dla młodego czytelnika

### 2009

#### Nagrody literackie
- za książkę dla dzieci: Andrzej Maleszka, Magiczne drzewo. Czerwone krzesło
- za książkę dla młodzieży: Ewa Nowak Bardzo biała wrona

#### Wyróżnienia literackie
- Zofia Beszczyńska, Lusterko z Futra
- Grzegorz Gortat, Szczury i wilki
- Jacek Podsiadło, Czerwona kartka dla Sprężyny
- Małgorzata Strzałkowska, Zielony i Nikt

#### Nagrody graficzne
- Paweł Pawlak za ilustracje i projekt graficzny książki Podręczny NIEporadnik. Do czego nie służy młotek z tekstem Wojciecha Widłaka
- Elżbieta Wasiuczyńska za książkę autorską Mój pierwszy alfabet w opracowaniu graficznym Doroty Nowackiej

#### Wyróżnienia graficzne
- Ignacy Czwartos za ilustracje do książki Lądowanie rinowirusów. Przeziębienie Wojciecha Feleszko
- Monika Hanulak za opracowanie graficzne książki Debata filozoficzna Królika z Dudkiem o Sprawiedliwości Leszka Kołakowskiego
- Marta Ignerska za ilustracje do książki Babcia robi na drutach Uri Orleva
- Ewa Kozyra-Pawlak i Paweł Pawlak za Mój pierwszy atlas świata z tekstami Marii Deskur
- Aleksandra Woldańska za ilustracje do książki Mrówka wychodzi za mąż z tekstem Przemysława Wechterowicza

#### Nagroda za upowszechnianie czytelnictwa
- zespół redakcyjny czasopisma dla dzieci „Świerszczyk”

### 2008

#### Nagrody literackie
- Romek Pawlak za książkę dla dzieci Miłek z Czarnego Lasu
- Małgorzata Gutowska-Adamczyk za książkę dla młodzieży 13. Poprzeczna

#### Wyróżnienia literackie
- Małgorzata Strękowska-Zaremba, Złodzieje snów
- Krystyna Siesicka, Powiem Julce

#### Nagrody graficzne
- Aleksandra Machowiak i Daniel Mizieliński za książkę autorską D.O.M.E.K.
- Tomasz Broda za ilustracje do książki Przygody przyrody Zbigniewa Macheja

#### Wyróżnienia graficzne
- Marta Ignerska za ilustracje do książki Wielkie marzenia Przemysława Wechterowicza
- Krystyna Lipka-Sztarbałło za ilustracje do książki Nic Marii Marjańskiej-Czernik
- Maria Ekier za książkę autorską Kocur mruży ślepia złote

#### Nagroda za upowszechnianie czytelnictwa
- Monika Obuchow za autorski program telewizyjny „Bajkonurr, czyli w świecie książek dla dzieci” (TVP Kultura) prezentujący najciekawsze książki dziecięce ostatnich lat oraz promujący dobre wzorce czytelnicze

### 2007

#### Nagrody literackie
- Agnieszka Kuciak za książkę dla dzieci Przygody kota Murmurando
- Barbara Kosmowska za książkę dla młodzieży Pozłacana rybka

#### Wyróżnienia literackie
- Joanna Rudniańska, Kotka Brygidy
- Anna Onichimowska, Dziesięć stron świata
- Dorota Suwalska, Bruno (i siostry)

#### Nagrody graficzne
- Grażka Lange za książkę autorską Świat jest dziwny
- Weronika Naszarkowska-Multanowska za ilustracje do książki Kot

#### Wyróżnienia graficzne
- Dorota Łoskot-Cichocka za ilustracje do Hipopotama Anny Moszyńskiej
- Elżbieta Wasiuczyńska za ilustracje do książki ZOO Jarosława Mikołajewskiego

#### Wyróżnienie specjalne
- Tuwim. Wiersze dla dzieci

#### Nagroda za upowszechnianie czytelnictwa
- Cafe Szafe – krakowska kawiarnia artystyczna za różnorodne, ciekawe formy promocji książki dla najmłodszych

### 2006

#### Nagrody literackie
- Beata Ostrowicka za książkę dla dzieci młodszych Ale ja tak chcę!
- Liliana Bardijewska za książkę dla dzieci starszych Dom ośmiu tajemnic

#### Wyróżnienia literackie
- Grzegorz Gortat za Do pierwszej krwi
- Małgorzata Strękowska-Zaremba za Bery, gangster i góra kłopotów
- Małgorzata Strzałkowska za Plaster Czarownicy i inne baśnie

#### Nagroda graficzna
- Piotr Fąfrowicz za ilustracje i Grażka Lange za opracowanie graficzne Wielkich zmian w dużym lesie

#### Wyróżnienia graficzne
- Bohdan Butenko za ilustracje do autorskiej książki Nocna wyprawa
- Monika Hanulak za ilustracje do autorskiej książki Smonia
- Marta Ignerska za ilustracje i opracowanie graficzne i Joanna Olech za ilustracje do Różowego Prosiaczka
- Anna Niemierko za ilustracje i opracowanie graficzne Jasia i Małgosi

#### Nagroda za upowszechnianie czytelnictwa
- Iwona Hardej, twórczyni i prowadząca portal o książkach dla dzieci www.bromba.pl

### 2005

#### Nagroda literacka
- Rafał Kosik za dwutomową powieść Felix, Net i Nika

#### Wyróżnienia literackie
- Zofia Beszczyńska, Z górki na pazurki
- Jacek Lelonkiewicz, Okruszek z Zaczarowanego Lasu
- Ewa Grętkiewicz, Szczekająca szczęka Saszy
- Anna Onichimowska, Lot Komety

#### Wyróżnienie specjalne
- Joanna Olech, Czerwony Kapturek

#### Nagroda graficzna
- Anita Andrzejewska i Andrzej Pilichowski-Ragno za il. do książki Alfabet z obrazkami M. Strzałkowskiej

#### Wyróżnienia graficzne
- Grażyna Lange za oprac. graf. książki Czerwony Kapturek J. Olech
- Ewa I. Olejnik za oprac. graf. książki Wierszyki wyssane z palca B. Biały
- Maria Ekier za il. do książki Królewna w koronie M.E. Letki
- Krystyna Lipka-Sztarbałło za il. do książki Żółta zasypianka A. Onichimowskiej

#### Nagroda za upowszechnianie czytelnictwa
- Grażyna Walczewska-Klimczak, nauczyciel akademicki, współtwórca pedagogiki zabawy i animator pracy z książką

### 2004

#### Nagroda literacka
- Maciej Wojtyszko, Bromba i filozofia

#### Wyróżnienia literackie
- Liliana Bardijewska, Moje – nie moje
- Grażyna Ruszewska, Leon i kotka, czyli jak rozumieć mowę zegara
- Małgorzata Strzałkowska, Gimnastyka dla języka (i Polaka, i Anglika)

#### Nagroda graficzna
- Grażyna Lange za il. i oprac. graf. książki Biały niedźwiedź. Czarna krowa M. Brykczyńskiego

#### Wyróżnienia graficzne
- Piotr Fąfrowicz za il. i Grażyna Lange za oprac. graf. książki Leon i kotka G. Ruszewskiej
- Ewa Kozyra-Pawlak za il. do wiersza Jedzie pociąg z daleka
- Krystyna Lipka-Sztarbałło za il. i Joanna Gwis za oprac. graf. wiersza Nie wiem kto D. Wawiłow

#### Nagroda za upowszechnianie czytelnictwa
- Helena Legowicz z Oddziału Literatury Polskiej w Bibliotece Regionalnej w Karwinie (Czechy)

### 2003

#### Nagroda literacka
- Zdzisław Domolewski, Zosia pleciona

#### Wyróżnienia literackie
- Magda Papuzińska, Wszystko jest możliwe
- Małgorzata Strzałkowska, Zielony, żółty, rudy, brązowy!

#### Nagroda graficzna
- Paweł Pawlak za il. do książki Historyjki o Alicji, która zawsze wpadała w kłopoty G. Rodariego

#### Wyróżnienia graficzne
- Piotr Fąfrowicz za il. do wierszy Zielony, żółty, rudy, brązowy! M. Strzałkowskiej
- Agnieszka Żelewska za autorską książkę Gdzieżeś ty bywał, czarny baranie?

#### Nagroda za upowszechnianie czytelnictwa
- Mariola Łukasiuk, dyrektor Pedagogicznej Biblioteki Wojewódzkiej w Słupsku

### 2002

#### Nagrody literackie
- I nagroda – Grażyna Bąkiewicz za powieść O melba!
- II nagroda – Beata Ostrowicka za powieść Świat do góry nogami
- III nagroda – Zofia Beszczyńska za opowiadania Bajki o rzeczach i nierzeczach

#### Nagroda graficzna
- Agnieszka Żelewska za il. do książki Bajki o rzeczach i nierzeczach Z. Beszczyńskiej

#### Nagroda za upowszechnianie czytelnictwa
- Danuta Masiak z Biblioteki w Legionowie

### 2001

#### Nagrody literackie
- Liliana Bardijewska za bajkę Zielony Wędrowiec
- Anna Onichimowska za opowiadanie Sen, który odszedł

#### Nagrody graficzne
- Adam Kilian za il. do książki Zielony Wędrowiec
- Krystyna Lipka-Sztarbałło za il. do książki Sen, który odszedł

#### Nagroda za upowszechnianie czytelnictwa
- Ewa Ziniewicz-Siergiejko, instruktor metodyczny z Białegostoku

### 2000

#### Nagrody literackie
- Wanda Chotomska za tom Legendy polskie
- Barbara Tylicka za leksykon Bohaterowie naszych książek: przewodnik po literaturze dla dzieci i młodzieży

#### Wyróżnienie literackie
- Marta Fox za cykl Pierwsza miłość

#### Nagroda graficzna
- Agnieszka Żelewska za il. do książki Marceli Szpak dziwi się światu J. Pollakówny

#### Wyróżnienie graficzne
- Grażyna Lange za opracowanie graf. książki Jak się nie bać ortografii? Kto próbuje, ten potrafi! M. Brykczyńskiego

#### Nagroda za upowszechnianie czytelnictwa
- Elżbieta Matyja z Polskiego Radia BIS oraz Elżbieta Rychlicka z Filii Dziecięco-Młodzieżowej nr 2 BP w Legnicy

### 1999

#### Nagrody literackie
- I nagroda – Katarzyna Kotowska za opowiadanie Jeż
- II nagroda – Dorota Terakowska za powieść Tam gdzie spadają Anioły
- III nagroda – Zofia Beszczyńska za tom wierszy Kot herbaciany

#### Nagrody graficzne
- Marcin Bruchnalski za il. do książki Rym cym cym, rym cym cym, gdzieś mi z głowy uciekł rym M. Strzałkowskiej
- Mariusz Stawarski za il. do książki Sny dla dorosłych i dla dzieci M. Stokowskiego

#### Nagroda za upowszechnianie czytelnictwa
- Anna Piasecka z MBP w Katowicach oraz Barbara Szczęsna – bibliotekarka z Warszawy

### 1998

#### Nagrody literackie
- Dorota Terakowska za powieść Samotność Bogów
- ks. Janusz Tarnowski za tom gawęd Twój głos o przyrodzie, zwierzętach i środowisku

#### Nagroda za upowszechnianie czytelnictwa
- Maria Łykowska (obecnie Okrasa) z Książnicy Płockiej oraz Krystyna Litwin z Miejskiego Ośrodka Kultury w Olsztynie

### 1997

#### Nagrody literackie
- Edmund Niziurski za powieść Pięć melonów na rękę
- Ewa Przybylska za powieść Dzień kolibra

#### Nagroda za upowszechnianie czytelnictwa
- Mirosława Fabijaniak z Biblioteki Publiczno-Szkolnej w Warszawie

### 1996

#### Nagroda literacka
- Zbigniew Przyrowski za Encyklopedię przyrody i techniki dla dzieci i rodziców

#### Wyróżnienie literackie
- Alicja Baluch za eseje Pogaduszki do poduszki i Ceremonie literackie

#### Nagroda za upowszechnianie czytelnictwa
- Maria Kośmińska z MBP w Radomiu

### 1995

#### Nagroda literacka
- Ewa Nowacka za powieść Emilia z kwiatem lilii leśnej i gawędę Bożęta i my

#### Wyróżnienia literackie
- Marta Fox za powieść Agaton-Gagaton: jak dobrze być sobą
- Beata Ostrowicka za powieści Niezwykłe wakacje i Eliksir przygód

#### Nagroda graficzna
- Jolanta Marcolla za il. do książki Przygody Zuzanki J. Niemczuka

#### Nagroda za upowszechnianie czytelnictwa
- Stanisława Niedziela z MBP – Biblioteka dla Dzieci i Młodzieży w Oświęcimiu oraz Maryla Hempowicz z Nadbałtyckiego Centrum Kultury w Gdańsku

### 1994

#### Nagroda literacka
- Tomek Tryzna za powieść Panna Nikt

#### Wyróżnienie literackie
- Hanna Krall za baśń Co się stało z naszą bajką

#### Wyróżnienie graficzne
- Maria Ekier za il. do książki Co się stało z naszą bajką

### 1993

#### Nagroda literacka
- Krystyna Siesicka za powieść Chwileczkę, Walerio…

#### Nagroda graficzna
- Stasys Eidrigevičius za il. do książki Mała świnka A. Ramachandera

### 1992

#### Nagrody literackie
- Dorota Terakowska za powieść Córka Czarownic
- Małgorzata Musierowicz za powieść Noelka

#### Nagroda graficzna
- Anna Stylo-Ginter za oprac. graf. i il. do książki Czarodziejski ogród wierszy R. L. Stevensona

### 1991

#### Nagrody literackie
- Joanna Rudniańska za powieść Rok smoka
- Torill T. Hauger za powieść Czarna śmierć

### 1990

#### Nagroda literacka
- Joanna Kulmowa za tom wierszy Zgubione światełko

#### Nagrody graficzne
- Mirosław Tokarczyk za il. do encyklopedii dla najmłodszych Sezam J. Navrátila
- Bohdan Butenko za il. do książki O Felku, Żbiku i Mamutku W. Woroszylskiego